# Trosly-Loire
Trosly-Loire és un municipi francès situat al departament de l'Aisne i a la regió dels Alts de França. L'any 2007 tenia 578 habitants.

## Demografia

### Població
El 2007 la població de fet de Trosly-Loire era de 578 persones. Hi havia 223 famílies de les quals 70 eren unipersonals (39 homes vivint sols i 31 dones vivint soles), 63 parelles sense fills i 90 parelles amb fills.
La població ha evolucionat segons el següent gràfic:
Habitants censats

### Habitatges
El 2007 hi havia 269 habitatges, 231 eren l'habitatge principal de la família, 22 eren segones residències i 16 estaven desocupats. 265 eren cases i 2 eren apartaments. Dels 231 habitatges principals, 178 estaven ocupats pels seus propietaris, 45 estaven llogats i ocupats pels llogaters i 8 estaven cedits a títol gratuït; 9 tenien dues cambres, 40 en tenien tres, 64 en tenien quatre i 117 en tenien cinc o més. 174 habitatges disposaven pel capbaix d'una plaça de pàrquing. A 103 habitatges hi havia un automòbil i a 97 n'hi havia dos o més.

### Piràmide de població
La piràmide de població per edats i sexe el 2009 era:
| Homes | Edats   | Dones |
| ----- | ------- | ----- |
| 0     | 95 o +  | 0     |
| 0     | 90 a 94 | 0     |
| 8     | 85 a 89 | 0     |
| 0     | 80 a 84 | 8     |
| 8     | 75 a 79 | 16    |
| 20    | 70 a 74 | 8     |
| 16    | 65 a 69 | 24    |
| 24    | 60 a 64 | 8     |
| 4     | 55 a 59 | 16    |
| 32    | 50 a 54 | 12    |
| 20    | 45 a 49 | 24    |
| 28    | 40 a 44 | 36    |
| 16    | 35 a 39 | 16    |
| 24    | 30 a 34 | 16    |
| 8     | 25 a 29 | 8     |
| 8     | 20 a 24 | 16    |
| 36    | 15 a 19 | 24    |
| 28    | 10 a 14 | 44    |
| 20    | 5 a 9   | 16    |
| 8     | 0 a 4   | 20    |

## Economia
El 2007 la població en edat de treballar era de 343 persones, 239 eren actives i 104 eren inactives. De les 239 persones actives 201 estaven ocupades (121 homes i 80 dones) i 38 estaven aturades (17 homes i 21 dones). De les 104 persones inactives 33 estaven jubilades, 33 estaven estudiant i 38 estaven classificades com a «altres inactius».

### Ingressos
El 2009 a Trosly-Loire hi havia 239 unitats fiscals que integraven 593 persones, la mediana anual d'ingressos fiscals per persona era de 15.364 €.

### Activitats econòmiques
Dels 25 establiments que hi havia el 2007, 1 era d'una empresa extractiva, 1 d'una empresa alimentària, 3 d'empreses de construcció, 7 d'empreses de comerç i reparació d'automòbils, 1 d'una empresa de transport, 1 d'una empresa d'hostatgeria i restauració, 1 d'una empresa d'informació i comunicació, 1 d'una empresa financera, 3 d'empreses immobiliàries, 4 d'empreses de serveis i 2 d'empreses classificades com a «altres activitats de serveis».
Dels 7 establiments de servei als particulars que hi havia el 2009, 1 era una oficina bancària, 2 tallers de reparació d'automòbils i de material agrícola, 1 paleta, 1 guixaire pintor, 1 fusteria i 1 perruqueria.
Dels 2 establiments comercials que hi havia el 2009, 1 era una botiga de menys de 120 m² i 1 una fleca.
L'any 2000 a Trosly-Loire hi havia 8 explotacions agrícoles que ocupaven un total de 1.360 hectàrees.

## Equipaments sanitaris i escolars
El 2009 hi havia una escola elemental.

## Poblacions més properes
El següent diagrama mostra les poblacions més properes.